# Tora

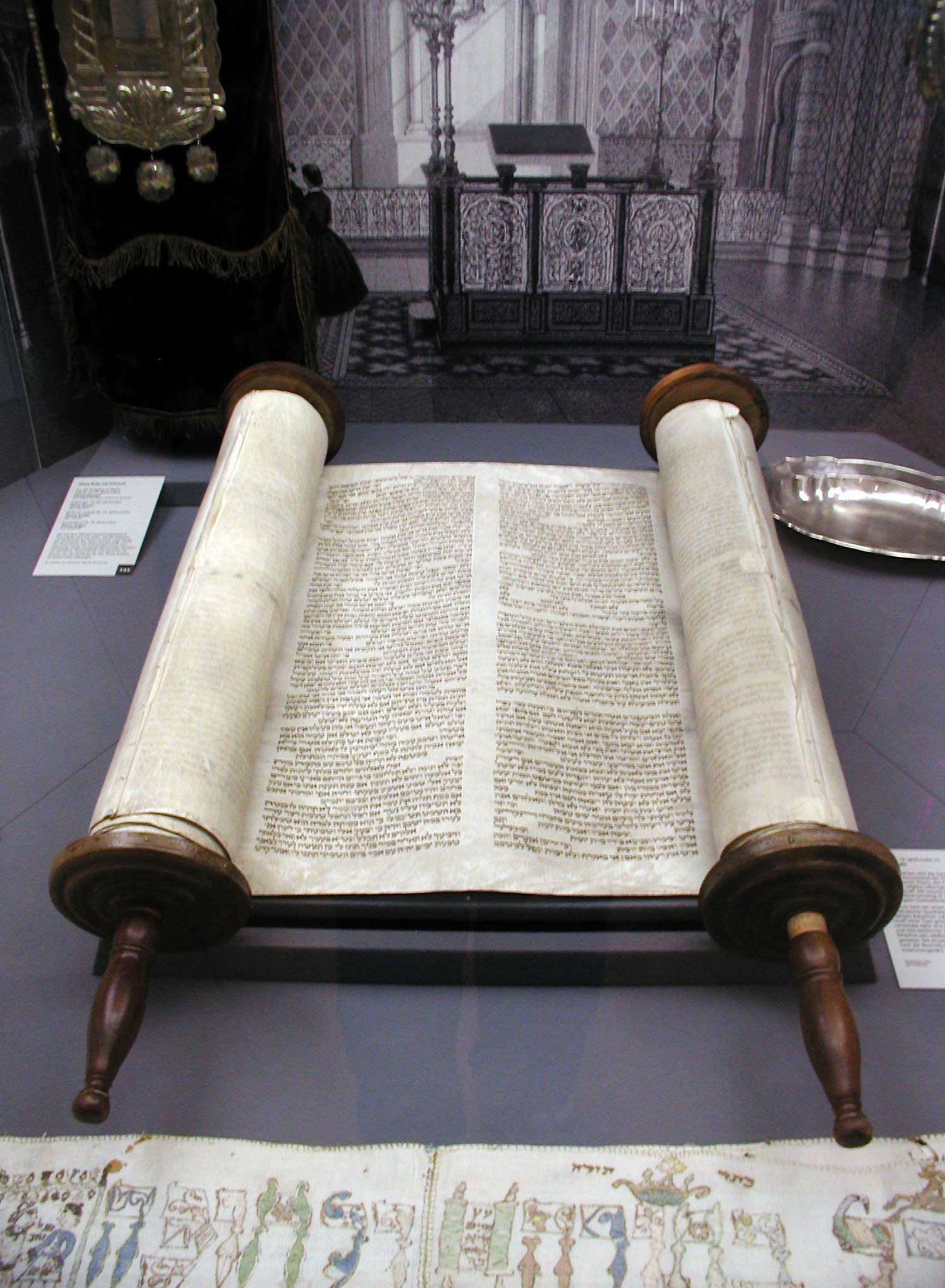
Sefer Tora din sinagoga Glockengasse, Köln.

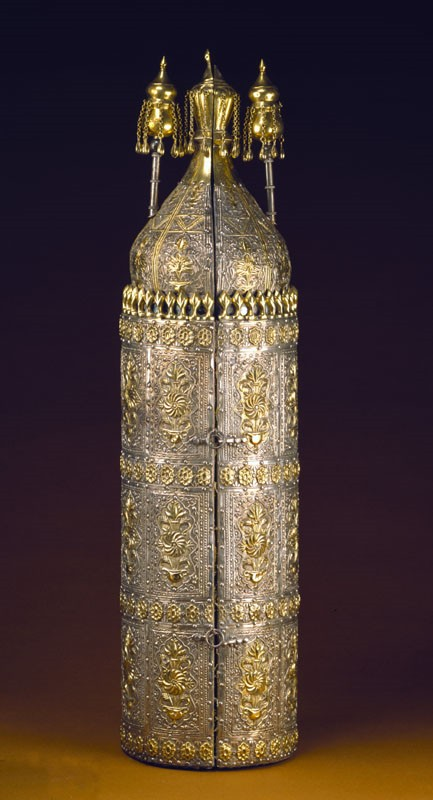
O învelitoare aurie pentru tore, Imperiul Otoman, expusă la Muzeul Evreiesc de Artă și Istorie.

Termenul Tora (ebraică: תּוֹרָה, trad. „Instruire”, „Învățătură” sau „Lege”) poate avea o serie de semnificații. De obicei, acest termen desemnează primele cinci cărți ale lui Moise (care constituie Pentateuhul) din cele 24 de cărți ale Tanakhului, și este, de obicei, adnotat cu comentarii rabinice (perushim). Acest termen mai poate să însemne și continuarea povestirilor din Cartea Genezei până la sfârșitul tanakhului (Maleahi), și se mai poate referi de asemenea și la totalitatea textelor evreiești religioase, derivate fie din texte biblice sau, mai târziu, din scrieri rabinice. Un factor comun tuturor acestor definiții este că Tora descrie geneza poporului evreiesc: chemarea lor de Dumnezeu, relatări despre încercările și necazurile prin care au trecut aceștia, și legământul lor cu Dumnezeu, ce implică urmarea unui mod de viață care să adere la un set definit de moraluri și obligații religioase și de legi civile (halakha).
Există un larg consens că Tora a fost compusă în perioada persană mijlocie (secolul al V-lea î.Hr.).

Evreii reformați preferă Plaut, W. Gunther; Stein, David E. S. (2005). [Torah] = The Torah : a modern commentary. New York: Union for Reform Judaism. ISBN 0-8074-0883-2. OCLC 56982250.
Evreii conservatori preferă Lieber, David L.; Dorff, Elliot N.; Harlow, Jules; Dorff, R.P.P.E.N.; Fishbane, Michael A.; Jewish Publication Society; United Synagogue of Conservative Judaism; Rabbinical Assembly; Grossman, Susan; Kushner, Harold S.; Potok, Chaim, ed. (2001). עץ חיים: Torah and Commentary. The JPS Bible Commentary Series. Jewish Publication Society. ISBN 978-0-8276-0712-5.
Evreii ortodocși preferă Scherman, Nosson; Goldwurm, Hersh; Gold, Avie; Zlotowitz, Meir (2001) [1993]. The Chumash : the Torah, Haftaros and Five Megillos = [Ḥamishah Ḥumshe Torah : ʻim Targum Onḳelos, pe. Rashi, Hafṭarot ṿe-Ḥamesh Megilot]. Brooklyn, N.Y.: Mesorah Publications. ISBN 0-89906-014-5. OCLC 49283913.
În Prolegomena zur Geschichte Israels, Julius Wellhausen a susținut că iudaismul ca religie bazată pe respectarea pe scară largă a legii Torei a apărut pentru prima dată în anul 444 î.e.n. când, conform relatării biblice furnizate în Cartea lui Neemia (capitolul 8), un scrib preot pe nume Ezra a citit o copie a Torei mozaice înaintea populației din Iudeea adunate în piața centrală a Ierusalimului. Wellhausen credea că această narațiune ar trebui acceptată ca istorică pentru că sună plauzibil, notând: „Credibilitatea narațiunii reiese în mod fățiș.” După Wellhausen, majoritatea cercetătorilor de-a lungul secolului XX și începutul secolului XXI au acceptat că respectarea Torei pe scară largă a început undeva la mijlocul secolului al V-lea î.Hr.
Mai recent, Yonatan Adler a susținut că, de fapt, nu există nicio dovadă care să supraviețuiască care să susțină ideea că Tora a fost cunoscută pe scară largă, considerată autoritară și pusă în practică, în orice moment înainte de mijlocul secolului al II-lea î.Hr. Adler a explorat probabilitatea ca iudaismul, ca practică larg răspândită a legii Torei de către societatea evreiască în general, să fi apărut pentru prima dată în Iudeea în timpul domniei dinastiei Hasmoneene, cu secole după timpul presupus al lui Ezra.

## Conținut
- Geneza
- Exodul
- Leviticul
- Numerii
- Deuteronomul